# Läckö Race
Läckö Race är en årlig återkommande kappsegling på Kinneviken med Segelsällskapet Westgötarnes utehamn Bösshamn som start och mål. Arrangörer är Segelsällskapet Westgötarne i Lidköping. Bösshamn är även ett delmål under Vänern Round.